# 美新肥腹蛛
美新肥腹蛛（学名：Steatoda americana）为球蛛科肥腹蛛属的动物。分布于北美洲以及中国大陆的新疆等地，主要栖息于葡萄园草丛或石下以及树皮、枯苔藓下。